# 野付湾

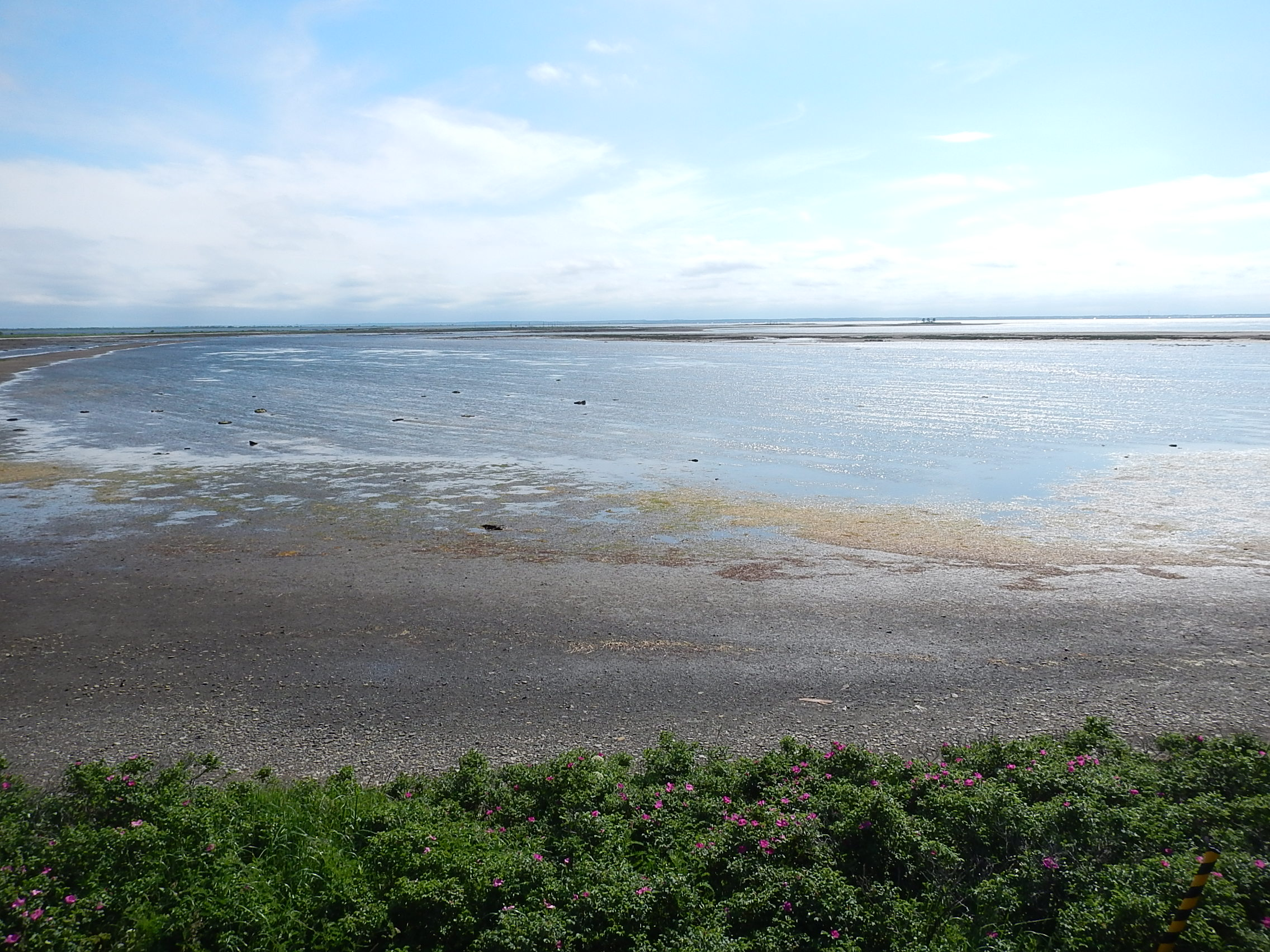
野付半島より見た野付湾

野付湾（のつけわん）は、北海道東部にある根室海峡（野付水道）に面する湾。北海道本島とそこから延びる野付半島に囲まれるように位置し、南側に開け、根室湾につながる。尾岱沼（おだいとう）とも呼ばれ、野付風蓮道立自然公園に属する。2005年に野付半島と共にラムサール条約登録地となった。
「のつけ」の語源はアイヌ語であごを意味する「ノッケウ」。

## 地理
野付郡別海町野付埼南西端と同町戸川河口右岸を結ぶ線から陸側の海域である。湾口幅4.33km、面積57km2、湾内最大水深4.3m。湾内の水深は最深部で約4mと浅いため、厳冬期は結氷する。海岸は野付半島の付け根など湾奥が標津町、他は別海町である。堆砂による浅瀬や湿地、小島も数多く見られる。大河の流入は無く、当幌川や飛雁川などの小河川が注いでいる。湾の南西部には尾岱沼漁港や道の駅おだいとうがある。近くでは尾岱沼温泉も湧出している。

## 湾内
尾岱沼港からは漁船のほか観光船が発着しており、風景のほかゴマアザラシなどを観察できる。
水深が浅いためアマモの藻場が形成されており、魚介類やそれを捕食する海鳥などが豊富である。
夏の6月初旬から8月中旬までと秋の9月中旬から11月末までにかけて湾内ではホッカイエビ（ホッカイシマエビ）の漁が行なわれている（小型低引網漁業）。ホッカイエビの漁場は水深1〜2mと特に浅く、アマモを傷つけないようスクリューを使わない打瀬（うたせ）舟による打瀬網漁が行なわれ、風物詩となっている。
かつて野付湾周辺を牧場として開発したことにより、治水能力の低下による淡水の流入増と土壌の栄養分低下が起き、ホッカイエビの漁獲高が激減した。20年以上にわたり植樹と資源保護に努めた結果、漁獲量は回復しつつある。